# Enrique Xavier de Anda Alanís
Enrique Xavier de Anda Alanís (Ciudad de México, 1950) es un historiador, investigador, escritor, arquitecto, conferencista, catedrático y bibliófilo mexicano. Sus investigaciones y contribuciones se centran en el arte mexicano, arquitectura moderna y la conservación del patrimonio, también en la historia de la arquitectura donde ha trabajado por más de 20 años. De Anda Alanís es defensor en temas relacionados con el patrimonio cultural (inmuebles históricos). Conferencista nacional e internacional, ha sido catedrático de pregrado y posgrado en varias universidades de América del Norte, América del Sur y Europa.
En 2018 recibió la medalla al mérito en artes por parte del Congreso de la Ciudad de México por su «trayectoria en la producción artística y contribución al enriquecimiento del acervo cultural de la capital».

## Biografía
Nació en 1950, en Ciudad de México. Empezó sus estudios universitarios en la facultad de Arquitectura de la Universidad Nacional Autónoma de México (unam), donde graduó en 1976. A finales de la década de 1980 terminó su maestría en historia del arte en la facultad de Filosofía y Letras de la misma universidad. Desde finales de 1995 ha estado vinculado al Instituto de Investigaciones Estéticas de la UNAM, esto, después de abrirse una plaza en dicho centro universitario que le ha permitido realizar diversas investigaciones en la Historia del Arte. En 2002 recibió un PhD en Filosofía y Letras. Ha permanecido activo como catedrático en esta universidad, donde imparte clases en las facultades de Arquitectura y Filosofía y Letras. En el campo académico ha contribuido con la elaboración y puesta en marcha de proyectos enfocados en el Archivo de Arquitectura Mexicana del Instituto de Investigaciones Estéticas de la UNAM, un proyecto enfocado en la investigación de la arquitectura de México. Este proyecto ha recibido el apoyo y la colaboración del Consejo Nacional para la Cultura y las Artes (Conaculta), de la Asociación Civil Apoyo al Desarrollo de Archivos y Bibliotecas de México y de la propia UNAM.
Durante su trayectoria como investigador e historiador, de Anda Alanís ha dedicado su trabajo «a los horizontes culturales de México, en específico de la CdMx en el siglo XX». También es difusor y gran defensor de temas culturales, entre ellos, los inmuebles y el patrimonio cultural. Se incorporó al Consejo Internacional de Monumentos y Sitios (ICOMOS), seccional México, donde ha ejercido como coordinador. Su trabajo en esta asociación también se ha enfocado en «salvaguardar inmuebles de todas las etapas y estilos», además ha sido miembro oficial del Comité Internacional de Arquitectura del siglo XX. Asimismo, forma parte del Sistema Nacional de Investigadores (SNI), adscrito en el nivel II.
Ha impartido conferencias a nivel nacional e internacional, también ha ejercido como jurado en diversos eventos sobre arte y comisariado en exposiciones que tratan sobre la arquitectura y artes aplicadas. Como escritor, también aborda temas referentes sobre la arquitectura en México y cuestiona la forma poco responsable con que se han manejado los recursos 
para la construcción de edificaciones emblemáticas, como por ejemplo, la Biblioteca Vasconcelos y la Cineteca Nacional.

## Publicaciones
Todas las publicaciones de Enrique Xavier de Anda Alanís:
- 2020: Teatros junto a los hospitales: Los conjuntos de Seguridad Social del IMSS en la presidencia de Adolfo López Mateos. ISBN 9786073029919
- 2019: Historia de la arquitectura mexicana. ISBN 978-84-252-3113-1
- 2014: Hazaña y memoria: la Ciudad Universitaria del Pedregal. ISBN 978-607-02-4452-0
- 2008: Félix Candela. El dominio de los límites. ISBN 978-3-8228-3724-5
- 2008: La Arquitectura de la Revolución Mexicana, Corrientes y Estilos en la Década de los Veinte. ISBN 978-607-2-00182-4
- 2008: La vivienda colectiva de la modernidad en México. Los multifamiliares durante el periodo presidencial de Miguel Alemán (1948-1952). ISBN 978-607-2-00171-8
- 2007: Arquitectura moderna en México. ISBN 968-5616-06-X
- 2002: Ciudad universitaria. Cincuenta años, 1952-2002: Hazaña y memoria. ISBN 968-36-7990-0
- 1997: El art deco: un país nacionalista, un México cosmopolita. Editorial Museo Nacional de Arte.
- 1990: Arquitectura mexicana de la Revolución. UNAM.
- 1989: Luis Barragán: clásico del silencio. ISBN 9789589082515
- 1987: Evolución de la arquitectura en México, épocas prehispánica, virreinal, moderna y contemporánea. Editorial Panorama, S.A.

## Premios y distinciones
Algunos premios y distinciones que ha recibido Enrique Xavier de Anda Alanís:
- 2019: Académico Emérito. Academia Nacional de Arquitectura.
- 2018: Medalla al Mérito en Artes. Congreso de la Ciudad de México.
- 2015: Premio Universidad Nacional. Categoría Arquitectura y Diseño.
- 2007: Premios INAH. Categoría Manuel Gamio.
- 2007: Premio Juan O'Gorman (Colegio de Arquitectos de la Ciudad de México). Categoría de publicaciones e investigación.
- 2004: Premio Ricardo de Robuna. Federación de Colegios de Arquitectos de la República Mexicana.
- 2004: Medalla Alfonso Caso. Mejor tesis de doctorado en su generación. UNAM.
- 1993: Becario Fideicomiso para la Cultura México/USA. Fundación Rockefeller.
- 1992: Medalla de Oro al libro Arquitectura de la Revolución Mexicana. Segunda Bienal de Arquitectura. Federación de Colegios de Arquitectos de la República Mexicana.
- 1989: Premios INAH. Categoría Manuel Toussaint.